# Pano Platres
Pano Platres (gr. Πάνω Πλάτρες) – wieś w Republice Cypryjskiej, w dystrykcie Limassol. W 2011 roku liczyła 239 mieszkańców.